# Квейл (Техас)
Квейл (англ. Quail) — переписна місцевість (CDP) в США, в окрузі Коллінгсворт штату Техас. Населення — 17 осіб (2020).

## Географія
Квейл розташований за координатами 34°54′49″ пн. ш. 100°22′44″ зх. д. / 34.91361° пн. ш. 100.37889° зх. д. (34.913514, -100.378837).  За даними Бюро перепису населення США в 2010 році переписна місцевість мала площу 8,24 км², з яких 8,24 км² — суходіл та 0,00 км² — водойми.

## Демографія
Згідно з переписом 2010 року, у переписній місцевості мешкало 19 осіб у 10 домогосподарствах у складі 6 родин. Густота населення становила 2 особи/км².  Було 16 помешкань (2/км²).
Расовий склад населення:
| - 94,7 % — білих - 5,3 % — корінних американців |

До двох чи більше рас належало 0,0 %. Частка іспаномовних становила 0,0 % від усіх жителів.
За віковим діапазоном населення розподілялося таким чином: 0,0 % — особи молодші 18 років, 73,7 % — особи у віці 18—64 років, 26,3 % — особи у віці 65 років та старші. Медіана віку мешканця становила 56,2 року. На 100 осіб жіночої статі у переписній місцевості припадало 90,0 чоловіків;  на 100 жінок у віці від 18 років та старших — 90,0 чоловіків також старших 18 років.
За межею бідності перебувало 11,1 % осіб, у тому числі 0,0 % дітей у віці до 18 років та 0,0 % осіб у віці 65 років та старших.
Цивільне працевлаштоване населення становило 6 осіб. Основні галузі зайнятості: виробництво — 33,3 %, сільське господарство, лісництво, риболовля — 33,3 %.